# Made in Heaven (album de Queen)
Pour les articles homonymes, voir Made in Heaven.
Albums de Queen
Five Live
(1993) Queen Rocks
(1997)
Made In Heaven est un album studio du groupe de rock britannique Queen, sorti en 1995. Il a été produit par Queen avec les parties vocales enregistrées par Freddie Mercury avant sa mort. Certaines chansons étaient déjà connues du public avant la sortie de l'album dans des versions différentes, comme I Was Born to Love You et Made in Heaven sur l'album solo de Freddie Mercury Mr. Bad Guy, Heaven for Everyone sur l'album Shove It du groupe The Cross (le deuxième groupe du batteur Roger Taylor) ou encore Too Much Love Will Kill You sur le premier album solo de Brian May Back to the Light. Toutes ces chansons ont été retravaillées et réarrangées en studio.
L'album a atteint dès sa sortie la première place de plusieurs pays, notamment au Royaume-Uni où il a été certifié quadruple disque de platine et en Allemagne où il a reçu un triple disque de platine. En un an, il s'est écoulé à plus de 8 millions d'exemplaires dans le monde. En 2020, ses ventes mondiales étaient estimées à près de 9,7 millions d'exemplaires.
C'est également le premier album sorti depuis la mort de Freddie Mercury et le dernier avec le bassiste John Deacon, qui prendra sa retraite deux ans après.

## Contenu
It's A Beautiful Day tire son origine quelques années avant que Freddie Mercury ne commence sa carrière solo, lorsqu'il il créa un clip sonore en improvisant une mélodie au piano aux studios Musicland de Munich en 1980. Plus tard, pour les besoins de cet album, la musique fut allongée pour finalement durer 2 minutes et 22 secondes. La partie la plus classique, sans l'improvisation de Freddie Mercury, fut rajoutée par John Deacon.
Made In Heaven est une chanson du premier album solo de Mercury. Le groupe Queen, après la mort de ce dernier, a retravaillé la chanson en ajoutant des chœurs et  des guitares supplémentaires pour relancer le son rock. Brian May le guitariste, a rallongé la chanson avec un solo de guitare électrique.
Let Me Live avait été enregistrée en 1983 et devait figurer dans l'album de Queen The Works sorti en 1984. La chanson a été retravaillée car elle ressemblait à la chanson Peace of My Heart d'Erma Franklin.
Mother Love est la dernière chanson enregistrée par Freddie Mercury, composée par Brian May et Freddie Mercury en 1991. Le groupe commença à enregistrer les paroles en mai 1991. Le chanteur n'a pas pu terminer la chanson et donc Brian May chante le dernier verset. Le morceau a été finalisé en 1995 après la mort de Mercury. La chanson se termine par un retour progressif vers le passé, tout d'abord avec des extraits du concert à Wembley en 1986 (One Vision, Tie Your Mother Down et Aye-Hoh) puis le premier vers de Goin' Back, de Freddie Mercury en 1973 puis enfin des 
cris et des pleurs de bébé.
My Life Has Been Saved a été enregistrée en 1989. La chanson a été écrite par John Deacon et a été retravaillée en 1995.
I Was Born To Love You fait aussi partie du premier album solo de Freddie Mercury. Enregistrée en 1984 puis retravaillée en 1995 par le reste de Queen. Des instruments supplémentaires ont été rajoutés pour rallonger la chanson. On entend une phrase des chansons A Kind Of Magic et Living of My Own.
Heaven For Everyone est écrite par Roger Taylor pour figurer dans l'album de Cross Shove It. La chanson sur l'album de Cross est chantée par Freddie Mercury et Roger Taylor. Sur Made In Heaven, les paroles de Taylor ont été supprimées pour être remplacées par des chœurs enregistrés par le reste du groupe Queen et tous les instruments ont été réenregistrés pour en faire une chanson inédite.
Too Much Love Will Kill You figure dans l'album Solo Back to the Light de Brian May. Elle a été réenregistrée en 1988 avec la voix de Freddie Mercury. Cette version devait figurer dans l'album de Queen The Miracle mais le fait que cette chanson soit composée par d'autres auteurs a empêché sa sortie. La chanson a été finalisée en 1991 et n'a pas été retravaillée après la mort de Freddie Mercury.
You Don't Fool Me a été écrite par Roger Taylor et Freddie Mercury. Elle a été enregistrée en 1991. La musique du morceau a été finalisée en 1995 par les membres restant du groupe Queen (Brian May, Roger Taylor et John Deacon).
A Winter's Tale fut la dernière chanson écrite par Freddie Mercury. Les paroles uniquement ont été enregistrées en 1991 avant la mort de ce dernier. En 1995 le groupe enregistra la musique et une partie vocale supplémentaire pour rendre la chanson totalement inédite.
It's a Beautiful Day (reprise) est tout simplement la suite de It's a Beautiful Day. Des extraits d'autres chansons de Queen y sont comme Now I'm Here et Seven Seas of Rhye. Une musique supplémentaire a été enregistrée pour rallonger la chanson.
Yeah est un mini morceau de 4 secondes et a pour paroles tout simplement le mot Yeah qui vient de la chanson It's a Beautiful Day (reprise). Ce "mini morceau" sert à faire le lien entre It's a Beautiful Day (reprise) et Untitled Hidden Track (sans titre, morceau caché).
13 termine l'édition CD. C'est un titre caché qui reçut le titre 13 dans la ré-édition vinyl de 2015 de l'album. Il s'agit d'une obsédante pièce instrumentale de plus de 22 minutes, constituée essentiellement de bruitages et de textures de claviers, mais pourtant mélodieuse. Les sonorités semblent provenir de la chanson A Beautiful Day, puis on entend trois fois Freddie Mercury répéter « Are You Runnin? » en écho. Dans la 13e minute, un bruit étrange et saisissant survient, semblant marquer un moment tragique. Après une mélodie inquiétante, Freddie rit finalement dans un ruissellement d'échos. Enfin, la composition prend fin avec Mercury qui dit simplement : « Fab! ». Les cinq premières minutes ne sont pas sans évoquer le final de la deuxième partie de l'album Ricochet du groupe Tangerine Dream, partie qui peut être interprétée comme l'évocation d'une vie jusqu'à la mort et à une vie après la vie.

## Classements et certifications
| Pays                                  | Meilleure position |
| ------------------------------------- | ------------------ |
| Allemagne (Media Control AG)          | 1                  |
| Australie (ARIA)                      | 3                  |
| Autriche (Ö3 Austria Top 40)          | 1                  |
| Belgique (Flandre Ultratop)           | 2                  |
| Belgique (Wallonie Ultratop)          | 2                  |
| Canada (RPM Top Albums)               | 18                 |
| États-Unis (Billboard 200)            | 58                 |
| Finlande (Suomen virallinen lista)    | 1                  |
| France (SNEP)                         | 17                 |
| Norvège (VG-lista)                    | 2                  |
| Nouvelle-Zélande (RIANZ)              | 1                  |
| Pays-Bas (Mega Album Top 100)         | 1                  |
| Royaume-Uni (UK Albums Chart)         | 1                  |
| Royaume-Uni (UK Rock and Metal Chart) | 1                  |
| Suède (Sverigetopplistan)             | 1                  |
| Suisse (Schweizer Hitparade)          | 1                  |

| Pays                  | Ventes      | Certifications |
| --------------------- | ----------- | -------------- |
| Allemagne (BVMI)      | 1 500 000 + | 3 × Platine    |
| Argentine (CAPIF)     | 120 000 +   | 2 × Platine    |
| Australie (ARIA)      | 70 000 +    | Platine        |
| Autriche (IFPI)       | 100 000 +   | 2 × Platine    |
| Belgique (BEA)        | 50 000 +    | Platine        |
| Canada (Music Canada) | 100 000 +   | Platine        |
| Espagne (Promusicae)  | 200 000 +   | 2 × Platine    |
| États-Unis (RIAA)     | 500 000 +   | Or             |
| Finlande (IFPI)       | 50 000 +    | Platine        |
| France (SNEP)         | 600 000 +   | 2 × Platine    |
| Japon                 | 200 000 +   | Platine        |
| Pays-Bas (NVPI)       | 200 000 +   | 2 × Platine    |
| Pologne (ZPAV)        | 20 000 +    | Platine        |
| Royaume-Uni (BPI)     | 1 200 000 + | 4 × Platine    |
| Suisse (IFPI)         | 150 000 +   | 3 × Platine    |

## Fiche technique

### Titres
| No  | Titre                          | Auteur                               | Sessions d'origine avant la mort de Freddie Mercury                   | Durée |
| --- | ------------------------------ | ------------------------------------ | --------------------------------------------------------------------- | ----- |
| 1.  | It's a Beautiful Day           | Queen (Freddie Mercury, John Deacon) | The Game (1980)                                                       | 2:32  |
| 2.  | Made in Heaven                 | Mercury                              | Mr. Bad Guy (album solo de Freddie Mercury, 1985)                     | 5:25  |
| 3.  | Let Me Live                    | Queen                                | The Works (1984) et 1995                                              | 4:45  |
| 4.  | Mother Love                    | Mercury, Brian May                   | 1991                                                                  | 4:49  |
| 5.  | My Life Has Been Saved         | Queen (Deacon)                       | 1989                                                                  | 3:15  |
| 6.  | I Was Born to Love You         | Mercury                              | Mr. Bad Guy (album solo de Freddie Mercury, 1985)                     | 4:49  |
| 7.  | Heaven for Everyone            | Roger Taylor                         | Shove It (album des Cross, groupe de Roger Taylor, 1988)              | 5:36  |
| 8.  | Too Much Love Will Kill You    | May, Frank Musker, Elizabeth Lamers  | The Miracle (1988), non retravaillée après la mort de Freddie Mercury | 4:20  |
| 9.  | You Don't Fool Me              | Queen                                | 1991                                                                  | 5:24  |
| 10. | A Winter's Tale                | Queen (Mercury)                      | 1991                                                                  | 3:49  |
| 11. | It's a Beautiful Day (Reprise) | Queen (Mercury)                      | The Game (1980)                                                       | 3:01  |
| 12. | Yeah                           | Queen                                | Hot Space                                                             | 0:04  |
| 13. | Sans titre (morceau caché)     | Queen (May, Taylor, David Richards)  |                                                                       | 22:32 |

| 1. | Heaven for Everyone (version single)         | 4:39 |
| 2. | It's a Beautiful Day (version face B)        | 3:58 |
| 3. | My Life Has Been Saved (version face B 1989) | 3:16 |
| 4. | I Was Born to Love You (version piano voix)  | 2:55 |
| 5. | Rock in Rio Blues (live B-side)              | 4:33 |
| 6. | A Winter's Tale (cosy fireside mix)          | 3:49 |

| 7. | Heart-ache (Too Much Love Will Kill You) (vidéo promotionnelle, 1995) |  |
| 8. | Heaven for Everyone (vidéo promotionnelle, 1995)                      |  |
| 9. | Outside-In (A Winter's Tale) (vidéo promotionnelle, 1995)             |  |

### Musiciens
- Freddie Mercury : chant, piano, claviers
- Brian May : guitare, chant, claviers
- Roger Taylor : batterie, chant, percussion, claviers
- John Deacon : basse, claviers